# جان-لوك ريبار
جان-لوك ريبار (بالفرنسية: Jean-Luc Ribar)‏ هو لاعب كرة قدم فرنسي في مركز الوسط، ولد في 26 فبراير 1965 في روآن في فرنسا، وتوفي بنفس المكان في 17 مارس 2022. شارك مع منتخب فرنسا تحت 21 سنة لكرة القدم. أما مع النوادي، فقد لعب مع ستاد رين ونادي سانت إتيان ونادي كويمبيريوس ونادي ليل.

## وصلات خارجية
- جان-لوك ريبار على موقع قاعدة بيانات كرة القدم.إي يو (الإنجليزية)